# Marco Pannella
Marco Pannella (Teramo, 2 maig 1930 – Roma, 19 maig 2016) fou un polític italià, d'idea radical, socialista, anticlericalista, antiprohibicionista i eurofederalista.
Marco Pannella va néixer a Teramo (Abruzzo) de pare italià i de mare suïssa el 2 de maig del 1930. Va acabar l'ESO al liceu Juli Cèsar de Roma. El 1955 va doctorar en dret a la Universitat d'Urbino.
El setembre de 1977, com a diputat i president del Partit Radical italià, estigué vint-i-un dies en vaga de fam a Barcelona en suport del moviment d'objecció de consciència al servei militar i els objectors empresonats.